# Rick Davis
Richard Dean (Rick or Ricky) Davis (Denver, Colorado, 24 de novembro de 1958) é um ex-futebolista profissional estadunidense que atuava como meia.

## Carreira
Rick Davis se profissionalizou no New York Cosmos.

## Seleção
Rick Davis integrou a Seleção Estadunidense de Futebol nos Jogos Olímpicos de 1988, de Seul.